# متقوصرات
المتقوصرات (الاسم العلمي:Brachidiniaceae) هي فصيلة من السوطيات الدوارة تتبع رتبة المتقوصريات من طائفة الطحالب الدوارة.

## الأجناس
- المتقوصرة
- دوارة كارين